# Santa Maria del Cedro
Santa  Maria del Cedro község (comune) Olaszország Calabria régiójában, Cosenza megyében.

## Fekvése
A Tirrén-tenger partján fekszik a Lao és Abatemarco folyók torkolata között. Része a Pollino Nemzeti Parknak. Határai: Grisolia, Orsomarso, Scalea és Verbicaro.

## Története
A település területén állt az ókori görögök egyik nagy városa Laosz, amelyet a szübarisziak alapítottak, miután városukat a krótonii seregek i. e. 510-ben elpusztították. Sztrabón szerint Laosz méreteiben Pompejivel vetekedett. A mai települést a 17. században alapították.

## Népessége
A népesség számának alakulása:

## Főbb látnivalói
- San Michele-romjai
- Laosz romjai